# Круг друзей (фильм, 1995)
«Круг друзей» (англ. Circle of Friends) — фильм 1995 года режиссёра Пэта О’Коннора по роману Мэйв Бинчи.

## Сюжет
Действие фильма происходит в 1950-х годах в Ирландии. История трёх подруг по колледжу, поступающих в Дублинский университет. Одна из девушек, Бенни Хоган, влюбляется в Джека Фоли. Вторая подруга, первая красавица школы, Нэн Махон, беременеет от богача, тот бросает её. В баре Нэн встречается с Джеком, и они проводят ночь вместе; несколькими днями позже Нэн сообщает Джеку, что у них будет ребёнок. После того как третья подруга, Ив Малоун, узнаёт правду об отце ребёнка и сообщает об этом Джеку, Нэн уезжает из страны, и Бенни с Джеком остаются вместе.

## В ролях
- Крис О’Доннелл — Джек Фоли
- Минни Драйвер — Бернадетт «Бенни» Хоган
- Джеральдин О’Рэйв — Ив Малоун
- Саффрон Берроуз — Нэн Махон
- Алан Камминг — Шон Уолш
- Колин Фёрт — Саймон Уэстуорд
- Эйдан Гиллен — Айден Линч
- Мик Лэлли — Дэн Хоган
- Бритта Смит — миссис Хоган
- Джон Кавана — Брайан Мэхон
- Рут МакКэйб — Эмили Мэхон
- Киаран Хайндс — профессор Флинн
- Тони Дойл — доктор Фоли
- Мари Маллен — миссис Фоли
- Мэри Конми — миссис Хили

## Награды

### Победы
- Чикагская ассоциация кинокритиков
  - 1996 — Самая многообещающая актриса — Минни Драйвер